# The Meyerowitz Stories

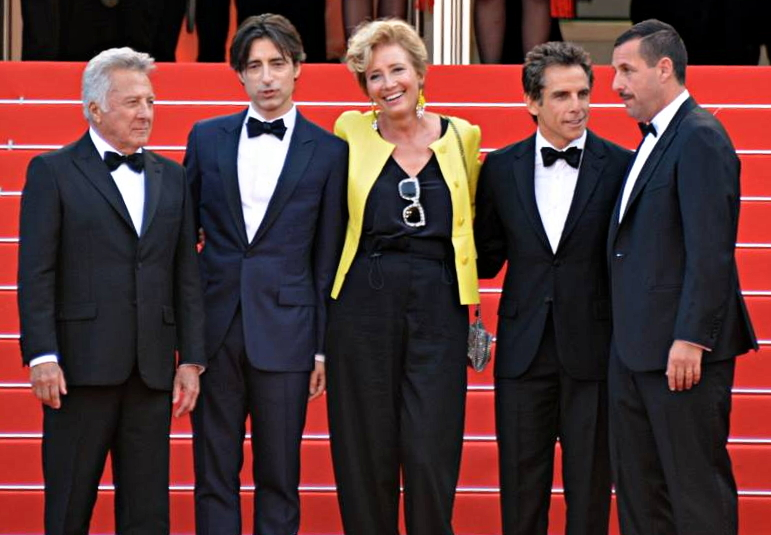
Cast van The Meyerowitz Stories in Cannes, 2017

The Meyerowitz Stories (New and Selected) is een Amerikaanse film uit 2017, geschreven en geregisseerd door Noah Baumbach. De film ging op 21 mei in première op het filmfestival van Cannes in de competitie voor de Gouden Palm.

## Verhaal
Een disfunctionele familie komt samen in New York ter gelegenheid van een evenement waarbij de artistieke werken van de vader gehuldigd worden.

## Rolverdeling
| Acteur           | Personage       |
| ---------------- | --------------- |
| Adam Sandler     | Danny           |
| Ben Stiller      | Matthew         |
| Emma Thompson    | Maureen         |
| Dustin Hoffman   | Harold          |
| Candice Bergen   | Julia           |
| Elizabeth Marvel | Jean            |
| Rebecca Miller   | Loretta Shapiro |
| Grace Van Patten | Eliza           |

## Productie
De filmopnamen gingen van start op 7 maart 2016 in New York en er werd gefilmd tot 9 mei 2016. De oorspronkelijke titel luidde Yen Din Ka Kissa. In april 2017 verkreeg Netflix de distributierechten.